# تحميلة (دواء)

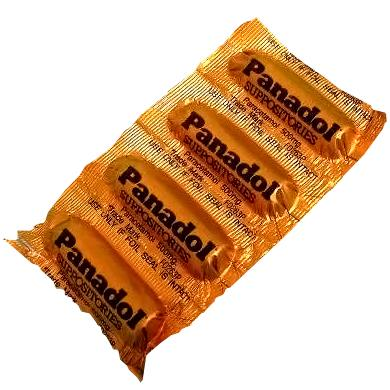
دواء براسيتول على شكل تحاميل

التحاميل هي إحدى أشكال إعطاء العلاج للمريض التي تشمل إضافة لها: الإعطاء الفموي والإعطاء عبر الإستنشاق، تستخدم هذه الطريقة من العلاج عندما يصبح العلاج بالطرق الأخرى غير ممكن كما في حالات التخدير والتقيؤ أو للأطفال الذين تمنع حركتهم المستمرة اعطاء العلاج بالطرق الأخرى.
التحميلة هي شكل صلب أو شبه صلب من الدواء يستخدم للإدخال في فتحات الجسم حيث تنصهر أو تتلين أو تذوب و تمارس تأثيرات موضعية أو تأثيرات جهازية. تستعمل التحاميل بشكل شائع مستقيمياً، مهبلياً، إحليلياً .
يجب أن يكون شكل و‌حجم التحميلة بحيثية قابلة للإدخال بسهولة في داخل فتحات الجسم المقصودة، دون أن تسبب تمدداً غير صحيح وأن تبقى فترة ملائمة بمجرد غرزها. كما يجب أخذ موافقة المريض على إعطائه العلاج بهذه الطريقة كونها قد تسبب له الإحراج كذلك يجب توفير الخصوصية له عند علاجه في الردهة.

## الاستخدام

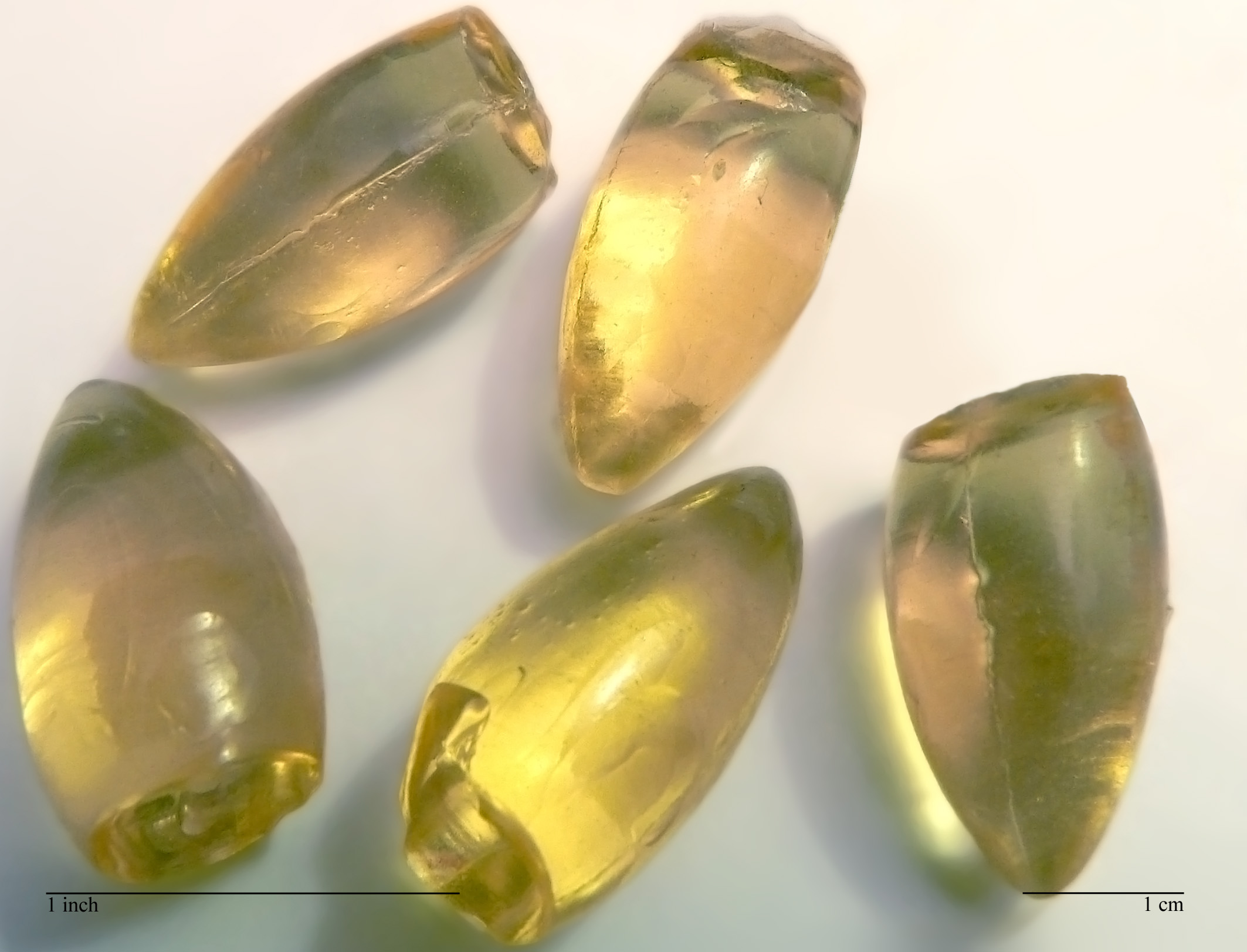
دواء جليسرين على شكل تحاميل.

تستخدم التحاميل عند تعذر استخدام اشكال الدواء الأخرى كالحبوب والكبسولات والأشربة كما في:
1. حالة الأدوية المخرشة للأنبوب الهضمي مثل مضادات الالتهاب غير الستيرويدية.
2. الأدوية التي تفسد بتأثير العصارات الهاضمة أو باهاء الوسط المعدي المعوي.
3. الأدوية التي تفسد بالدوران الكبدي Portal Circulation.
4. لإعطاء فعالية موضعية على مخاطية المستقيم لمعالجة البواسير أو التهاب المستقيم أو لتؤثر في حالات التهاب المهبل أو الإحليل.
5. معالجة المرضى المصابين بغيبوبة أو الذين لا يحتملون الأدوية بالفم بسبب الغثيان أو الإقياء أو الآفات الهضمية.

## الأنواع
1. التحاميل الشرجية: معدة لإدخالها في الشرج وحتى المستقيم، تزن من 1-5 جرام. يبلغ وزن التحاميل المستقيمية المستعملة عند الرضع و عند الأطفال حوالي نصف وزن و حجم تلك المستعملة عند البالغين، تأخذ شكلاً يشبه القلم. مخروطية ذات قمة مدورة أو بلوطية بشكل يشبه الرصاصة، ذات رأس مدبب أو طوربيدية و هي الشكل الأكثر استعمالاً في وقتنا الحاضر لسهولة إدخالها في فتحة الشرج.[1]
2. التحاميل المهبلية (فرازج): معدة للإدخال في المهبل لإستخدامات موضعية أو لمنع الحمل، تكون عادةً على شكل كروي أو بيضوي أو مخروطي. تزن حوالي 5 جرامات.[2]
3. التحاميل الإحليلية (شموع، فتائل):معدة للإدخال في الإحليل، لإعطاء تأثير موضعي، ذات شكل قلمي.
4. التحاميل الأنفية (الشمعات الأنفية): تزن حوالي 0.5 جرام، وهي معدة للإدخال في الأنف.

## السواغات

### الاستخدام الصيدلاني
إن التطبيق الأساسي لأسس التحاميل القاسية الدسمة أو الغليسيريدات نصف الصنعية هو تشكيل حامل للتقديم المستقيمي لمختلف أنواع الأدوية إما لإحداث تأثيرات موضعية أو لإنجاز تأثير جهازي.
لا نستطيع اختيار أساس التحميلة في حال عدم معرفة الخواص الفيزياكيميائية والحالة الحرارية والحركية للمادة الدوائية، كما يجب اعتبار العوامل الأخرى المتعلقة بالدواء و التي تؤثر في التحرر والامتصاص وهي: التوزع الحجمي الجزيئي للأجسام الصلبة غير المنحلة، 
معامل التوزع المائي الزيتي، 
ثابت التفكك، 
حجم الإزاحة، 
نسبة المادة الدوائية للأساس.
إن خواص أساس التحميلة التي تؤثر على تحرر الدواء هي:
خصائص نقطة الانصهار، 
النشاط الكيميائي،
```
الخصائص المتعلقة بالميوعة و التدفق، 
```

كما أن وجود المواد المضافة في الأساس يمكن أن يؤثر في هذه الخصائص .
1)	خصائص نقطة الانصهار :
-	إن التحاميل ذات الأساس الدسم و المعدة للاستخدام الجهازي يجب أن تنصهر تماماً عند درجة حرارة أخفض من درجة حرارة الجسم في حين أن وجود الليونة أو وجود تشتت يمكن أن يكون ملائماً للتحاميل ذات التأثير الموضعي أو ذات التحرر المضبوط .
-	إن الأسس ذات درجات الانصهار المرتفعة تستعمل مع الأدوية المنحلة الدسم و التي تميل لخفض درجة انصهار الأسس أو مع التحاميل المستعملة في المناخات الدافئة .
-	إن المواد الدوائية التي لا تنحل بالحرارة في أسس يمكن أن تسبب مشاكل إذا ترسبت كبلورات بأشكال مختلفة أو إذا ازداد الحجم بالتبريد و عند التخزين .
-	أما الأسس ذات درجات الانصهار المنخفضة خاصة تلك التي تذوب في السوائل ذات اللزوجة المنخفضة فإنها يمكن أن تكون ذات أهمية عند وجود كميات كبيرة من المواد غير المنحلة و هناك خطر الترسب في مثل هذه الحالات .
-	إن العامل الهام خلال هذه العملية هو الزمن المطلوب للتصلب و هذا يتأثر باختلاف درجات الحرارة بين درجة الانصهار و درجة التصلّب .
2)	النشاط :
-	بالرغم من استخدام الأسس ذات قرينة الهيدروكسيل المنخفض (ذات محتوى استيري منخفض ) قد يعبّر عن تقليل خطر التفاعل مع المركبات النشطة كيميائياً فإنه يجب الانتباه إلى أن قرينة الهيدروكسيل متعلقة بالخواص المحبّة للماء و التي بدورها يمكن أن تخفض نسبة الامتصاص و التحرر .
-	الأسس ذات قرينة الهيدروكسيل المنخفضة تميل لأن تكون أقل لدونة من الأسس ذات قرنية الهيدروكسيل المرتفعة حيث أنها إذا تم تبريدها بسرعة يمكن أن تصبح هشة بشكل زائد .
-	إن قرينة البيروكسيد تعبر عن مقاومة الأساس للأكسدة و هي دليل على بداية فساد التحميلة .
3)	الخصائص المتعلقة بالميوعة و التدفق :
-	إن لزوجة الأساس المنصهر يمكن أن تؤثر في انتظام توزع الأجسام الصلبة المعلقة خلال التصنيع و تؤثر أيضاً على تحرر المادة الدوائية و امتصاصها عبر المستقيم .
-	إن الإنقاص الزائد في الحجم الجزيئي للأجسام الصلبة غير المنحلة هو الطريقة المختارة لتقليل خطر الترسيب، و على أية حال فإن تقديم المحتوى العالي من الجزيئات غير المنحلة الدقيقة هو أمر مشابه لرفع اللزوجة و بالتالي يمكن أن يسبب صعوبة في التدفق و تأخراً في درجات الانصهار، وحدوث التقصّف ( سرعة الانكسار ) .
-	تسبب المواد المضافة أحياناً تخفيفا في خواص التميع و المحافظة على التجانس.
-	يمكن أن يتعلق التحرر بالأساس أو أن يكون متعلقاً بالانحلالية المائية للمواد الدوائية نفسها .
4)	المواد المضافة :
تحوي بعض أصناف الأسس التجارية مواداً مضافة، و هذه الإضافات تطبق عادة من قبل صاحب المعمل عبر تقارير مرفقة .
الماء مادة غير مرغوبة كمادة مضافة لأنه يزيد الأكسدة و يزيد الطاقة الكامنة للتفاعل الكيميائي بين مكونات التحاميل .
إن الدليل العام لخواص و إمكانية استخدام الأصناف المختلفة لأسس التحاميل الدسمة الصلبة يظهر في القواعد التالية :
أ) ماساسترانيوم Massa Estranium و لها عدة أنواع :
1- B و هو أساس عام مناسب للاستخدام في التجهيزات الآلية و غير الآلية .
2- النوع BC مشابه للنوع B لكنه مصمم لتقليل ترسب المواد الدوائية البلورية .
3- النوع C مادة ذات مدى انصهار واسع .
4- النوع 299 أساس ذو قرينة هيدروكسيل منخفضة و يستخدم خاصة مع المواد الدوائية الفعالة كيميائيا.
ب) الماسوبول Massupol : له عدة أنواع :
```
   Massupol : أساس قاسي جداً، يتصلب بسرعة عند التبريد .
(15) Massupol : أساس مصمم للقوالب الباردة ( القولبة الباردة ) .
```

ج) النوفاتا Novata : له عدة أنواع :
1- النوع A أساس عام يستخدم في عمليات القولبة الآلية واليدوية و يمكن استخدام التبريد السريع و هذا الأساس له خواص استحلابية .
2- النوع AB أساس ذو مدى انصهار منخفض يستخدم في الصيغ الحاوية على كميات كبيرة من الجواهر الفعّالة المسحوقة، يمكن استخدام التبريد القسري .
3- النوع B أساس عام للتجهيزات الإنتاجية الصغيرة أو على مستوى ضخم مع أو بدون تبريد قسري .
4- النوع BBC مشابه للنموذج B لكن ذو نقطة تصلب أخفض و نقطة انصهار أعلى يمكن إضافة كميات ضخمة من الجواهر المسحوقية .
5- النوع BC مناسب بشكل خاص للإنتاج على مستوى ضخم و لإضافة المواد البللورية بأدنى ترسيب ممكن .
6- النوع BCF مشابه للنموذج B لكن ذو انصهار أعلى و هو مفيد للجواهر الفعّالة التي تحدث انخفاضاً في نقطة الانصهار أو مع المواد البللورية الكثيفة و هذا الأساس له خواص استحلابية .
7- النوع BD هو مادة ذات قرينة هيدروكسيل منخفضة يمكن استخدامها في التجهيزات على مستوى ضخم بالرغم من أنه يجب تجنب التبريد القسري .
8- النوع C أساس ذو نقطة انصهار عالية، مناسب للتجهيزات على مستوى واسع لكن يجب تجنب التبريد القسري .
9- النوع D أساس ذو مدى انصهار مرتفع، يمكن استخدامه لضبط نقطة انصهار صيغ التحاميل الصيدلانية .
10- النوع E أساس ذو خواص استحلابية جيدة مناسبة للصيغ الحاوية فوق 30% ماء 20%كحول أو 40-50% غليسيرين، يمكن أن يعامل بالتبريد القسري .
11- النوع 299 أساس ذو قرينة هيدروكسيل منخفضة و بشكل خاص مع الجواهر الفعّالة ويمكن استخدامه مع التجهيزات الآلية لكن يجب تجنب التبريد القسري .
12- النوع PKS 39 , PKS 37 , PK 
هو أساس ذو قرينة هيدروكسيل منخفضة و بشكل خاص للاستعمال مع الجواهر الفعّالة هذه الأصناف درجات انصهارها مختلفة لتلائم كميات مختلفة من الجواهر الفعّالة .
د) سابوسيف Sappocive :
1- النوع A أساس عام مناسب للتجهيزات الآلية و غير الآلية .
2- النوع AM أساس ذو قرينة هيدروكسيل منخفضة يمكن استخدامه على نطاق واسع في التجهيزات الآلية لكن يجب تجنب التبريد القسري .
3- النوع AML مشابه للنموذج AM لكن يحتوي فوسفولبين، مناسب بشكل خاص للصيغ الحاوية على كميات ضخمة من الجواهر المسحوقية الفعّالة و يستخدم في التجهيزات الآلية .
4- النوع AIML مشابه للنموذج AML لكن بمدى انصهار أخفض .
5- النوع AS2X مشابه للنموذج AS2 لكن يحتوي سطحاً غير أيوني، يمكن استخدامه في الصيغ الحاوية على أكثر من 10% ماء .
6- النوع AS2 مشابه للنموذج A لكن أكثر مناسبة للاستخدام بالتجهيزات الآلية مع أو بدون تبريد قسري .
7- النوع AT مادة ذات قرينة هيدروكسيل متوسطة، مناسبة للإنتاج على مستوى واسع مع تبريد قسري .
8- النوع AP أساس ذو مدى انصهار منخفض و تزداد الخواص المحبة للماء .
9- النوع AIP مشابه للنوع AP لكن بمدى انصهار أخفض .
10- النوع NAI , AI أساس عام يستخدم مع الجواهر الفعّالة المسحوقية الـ NAI تعتبر مناسبة مع الزيوت الأساسية أو مع المذيبات .
11- النوع AIX , NAIX مناسب للكميات الكبيرة من المواد الفعّالة، غير مناسب للسواغات المحبة للماء مثل الغليكولات .
12- النوع AIM , NAIX أسس مثالية للتصنيع السريع و الذي يمكن استخدامه مع كميات كبيرة من المواد الفعّالة .
13- النوع NAI10 مشابه للنوع NAI5 لكنه أكثر ملاءمة لسرعة التصنيع المتوسطة و الدنيـا .
14- النوع NAI0 أساس ذو قرينة هيدروكسيل منخفضة، مناسب للاستخدام مع المواد الفعّالة الحساسة بكميات مرتفعة .
15- النوع NA10 مناسب لسرعات الآلة المختلفة و الكميات الصغيرة من المواد الفعّالة .
16- النوع NA0 مشابه للنوع NAI0 لكن ذو مدى انصهار عالي مناسب للاستخدام مع الكميات الصغيرة من المواد الفعّالة .
17- النوع NAS مشابه للنوع NA0 لكنه مناسب للتصنيع ذي السرعة العالية .
18- النوع NAIL يصاغ لخفض الكثافة عند الاستخدام مع كميات كبيرة من المواد الفعّالة .
19- النوع NAL مشابه لـ NAIL لكن له مدى انصهار عالي و أكثر ملاءمة للكميات الصغيرة من المواد الفعّالة .
20- النوع NAX مشابه لـ NAIX لكن له مدى انصهار عالي و أكثر ملاءمة للكميات الصغيرة من المواد الفعّالة .
21- النوع NBL مشابه لـ NAIL لكن له مدى انصهار عالي و أكثر ملاءمة للاستخدام مع كميات صغيرة من المواد الفعّالة المنحلة جزئياً في الأسس.
22- النوع NBX مشابه لـ NAIL لكن له مدى انصهار عالي و أكثر ملاءمة للاستخدام مع كميات صغيرة من المواد الفعّالة المنحلة جزئياً في الأسس.
23- النوع ND أساس في التصنيع متوسط السرعة حيث المادة الفعّالة منحلة بسهولة في الأساس و ذات انخفاض ثابت في نقطة الانصهار .
24- النوع B أساس عام مشابه للنموذج A لكن بمدى انصهار مرتفع .
25- النوع BM مشابه للنموذج AM لكن له مدى انصهار أعلى .
26- النوع BML مشابه للنموذج AML لكن له مدى انصهار أعلى .
27- النوع BS2 مشابه للنموذج AS2 لكن له مدى انصهار أعلى .
28- النوع BS2X مشابه للنموذج AS2X لكن له مدى انصهار أعلى .
29- النوع BT مشابه للنموذج AT لكن لهدى م انصهار أعلى .
30- النوع BP مشابه للنموذج AP لكن له مدى انصهار أعلى .
31- النوع C أساس عام مشابه للنموذج B لكن له مدى انصهار أعلى .
32- النوع CM مشابه للنموذج BM لكن له مدى انصهار أعلى .
33- النوع CS2 مشابه للنموذج BS2 لكن له مدى انصهار أعلى .
34- النوع CS2X مشابه للنموذج BS2X لكن له مدى انصهار أعلى .
35- النوع CT مشابه للنموذج BT لكن له مدى انصهار أعلى .
36- النوع D أساس عام مشابه للنموذج C لكن له مدى انصهار أعلى .
37- النوع DM مشابه للنموذج CM لكن له مدى انصهار أعلى .
38- النوع NA مادة ذات لدونة زائدة مصممة للتعامل مع الأشكال التي تكون هشة و تميل إلى الكسر بسرعة .
39- النوع NB مشابه للنموذج NA لكن له مدى انصهار أعلى .
40- النوع NC مشابه للنموذج NB لكن له مدى انصهار أعلى .
41- النوع OSI هو أساس ذو مدى انصهار منخفض، قرينة هيدروكسيل منخفضة، يجب تجنب التبريد السريع .
ه) الويتبسول Witepsol :
1- النوع H5 أساس ذو قرينة هيدروكسيل منخفضة، يجب تجنب التبريد السريع .
2- النوع H12 مادة مناسبة للكميات الضخمة من الجواهر البللورية أو المسحوقية و يجب تجنب التبريد السريع .
3- النوع H15 أساس مثالي مصمم لخفض ترسيب المادة الفعالة خلال عمليات التصنيع و يجب تجنب التبريد السريع .
4- النوع H32 مادة ذات قرينة هيدروكسيل منخفضة جداً .
5- النوع H35 مشابه لـ H15 لكن ذو قرينة هيدروكسيل منخفضة جداً .
6- النوع H37 مشابه لـ H35 لكن ذو مدى انصهار مرتفع .
7- النوع H39 مشابه لـ H37 لكن ذو مدى انصهار مرتفع، H42 مشابه للنموذج H39 لكن ذو مدى انصهار مرتفع .
8- النوع H175 أساس ذو قرينة هيدروكسيل منخفض .
9- النوع H185 أساس ذو قرينة هيدروكسيل منخفض، و مدى انصهار مرتفع .
10- النوع W25 أساس عام مناسب للاستخدام في تجهيزات الإنتاج الآلية و اليدوية و يمكن استخدام التبريد السريع .
11- النوع W31 مشابه للنموذج W25 لكن بمدى انصهار أعلى .
12- النوع W32 أساس عام للاستخدام مع الكميات الضخمة من الجواهر المسحوقية .
13- النوع W35 أساس عام ذو قرينة هيدروكسيل مرتفعة و هو مناسب للتصنيع على نطاق واسع في التجهيزات الآلية، و يمكن استخدام التبريد السريع .
14- النوع W45 مشابه لـ W35 لكن ذو زمن تصلب أقصر .
15- النوع S51 له مدى انصهار منخفض ليسمح باندماج كميات كبيرة من المواد الدوائية ويمكن استخدام التبريد السريع .
16- النوع S56 مشابه لـ S51 لكن ذو مدى انصهار أعلى .
17- النوع S58 مشابه لـ S55 لكن يحوي مادة مضافة لحماية مخاطية المستقيم .
18- النوع E75 أساس ذو مدى انصهار مرتفع يجب تجنب التبريد القسري .
النوع E76 مشابه للنموذج E75 لكنه أكثر ملاءمة لاستخدام التجهيزات الآلية، يُنصح بالتبريد القسري .
19- النوع E85 أساس ذو مدى انصهار مرتفع جداً، يستخدم لضبط مدى انصهار صيغ التحاميل و يجب تجنب التبريد السريع .

## اقرأ أيضاً
- طرق إعطاء الدواء